# Ilona Dörr
Ilona Dörr (* 7. Dezember 1948 in Bürstadt) ist eine deutsche Politikerin (CDU).

## Ausbildung und Beruf
Nach dem Abschluss der Realschule und der Verwaltungs- und Wirtschaftsakademie Mannheim war Dörr als Angestellte im gehobenen Dienst bei der Gemeinde Biblis tätig.
Sie ist katholisch, verheiratet und hat eine Tochter. Sie wohnt in Hirschhorn (Neckar).

## Politik
Ilona Dörr ist seit 1975 Mitglied in der CDU. Dort war sie in verschiedenen Vorstandsämtern tätig, seit Januar 2002 als stellvertretende Vorsitzende im CDU-Kreisvorstand Bergstraße.
In der Zeit von 1990 bis 1999 war sie, bis zu ihrer Wahl in den Landtag, Bürgermeisterin der Stadt Hirschhorn (Neckar). Seit der Kommunalwahl im März 2001 ist sie dort Stadtverordnetenvorsteherin.
In der Zeit von 1989 bis 1990 war Dörr ehrenamtliche Kreisbeigeordnete, seit 1993 Mitglied des Kreistags und stellvertretende CDU-Fraktionsvorsitzende.
Weiterhin ist Dörr seit 1997 Kreisvorsitzende der Kommunalpolitischen Vereinigung (KPV) der CDU und Mitglied im KPV-Landesvorstand.
Von 1999 bis 2008 war sie Abgeordnete des hessischen Landtags für den Wahlkreis 55 Bergstraße-Ost. Sie war Vorsitzende der Härtefallkommission beim Hessischen Minister des Innern und für Sport seit 2005, Vorsitzende des Petitionsausschusses seit 5. April 2003 und Mitglied im Ältestenrat, Haushaltsausschuss und Sozialpolitischer Ausschuss.

## Ehrungen
2010 wurde sie mit dem Verdienstkreuz am Bande des Verdienstordens der Bundesrepublik Deutschland ausgezeichnet.